# Lucius Petronius Taurus Volusianus
Pour les articles homonymes, voir Volusianus.
Lucius Petronius Taurus Volusianus était un personnage important de Rome au IIIe siècle. Peut-être originaire d'Italie même (il était patron de la cité d'Arretium), il eut une longue carrière militaire. Il fut protector Augusti (ce qui constitue une des plus anciennes mentions de l'existence des protectores), sous doute de Valérien et Gallien, entre 253 et 258. Il devint vir eminentissimus et consul en 261 avec Gallien, dont il était certainement un soutien essentiel. Il fut enfin préfet de Rome en 267 et 268. La mort de Gallien a peut-être marqué la fin de sa carrière.